# Sala Kirschner
Sala Kirschner, nata Garncarz (Sosnowiec, 5 marzo 1924 – New York, 7 marzo 2018), è stata una superstite dell'Olocausto polacca naturalizzata statunitense.

## Biografia
Sala Garncarz nacque nel 1924 a Sosnowiec, in Polonia, da Joseph Garncarz, rabbino e insegnante, e Chana Feldman. Aveva undici fratelli, otto dei quali erano vivi nel 1940. Frequentò le scuola religiosa Beth Jacob di Sarah Schenirer. Parlava il polacco, l'Yiddish e l'ebraico. 
Nel 1939, quando Sala aveva 16 anni, la Germania invase la Polonia. Nel 1940, la sorella maggiore Raizel ricevette la chiamata per lavorare in un campo di lavoro tedesco, e Sala si offrì volontaria per andare al suo posto. Il 28 ottobre 1940 fu quindi deportata a Geppersdorf, dove i maschi ebrei costruivano nuovi tratti dell'autobahn e le donne facevano le faccende domestiche, sbucciando patate e cucendo svastiche sulle uniformi tedesche. Sala trascorse cinque anni in sette campi di lavoro nell'ambito dell'Organizzazione Schmelt.  Le condizioni di vita erano brutali, ma i prigionieri potevano inviare e ricevere posta come strumento di propaganda; le lettere dovevano essere scritte in tedesco e superare la censura. 
Durante questo periodo, ebbe una corrispondenza con molti amici e parenti e tenne anche un breve diario. Nelle sue lettere documentava la vita nei campi, tra cui la fame che si pativa e l'epidemia di tifo che era scoppiata. Le lettere raccontavano anche della sua amicizia con Ala Gertner, che in seguito fu impiccata ad Auschwitz per il suo ruolo avuto nella rivolta del 7 ottobre 1944, così come la sua relazione romantica con Harry Haubenstock. Kirschner salvò queste lettere, nascondendole nelle nicchie della baracca o seppellendole nel terreno, rischiando di essere scoperta e punita. Era così legata a quelle lettere perché erano l'unico legame che aveva con la sua famiglia, e perché credeva di non rivedere più nessuno dei suoi cari.
Sala fu liberata dall'esercito sovietico il 7 maggio 1945 e si riunì con le uniche due sorelle sopravvissute, Blima e Raizel. I suoi genitori, invece, erano stati uccisi ad Auschwitz. Dopo la guerra incontrò Sidney Kirschner, un soldato ebreo americano, con cui si sposò civilmente ad Ansbach, in Germania, il 5 marzo 1946 (in occasione del 22º compleanno di Sala) e con anche una cerimonia religiosa tre mesi dopo, il 7 giugno. Si trasferirono a East Harlem, Jackson Heights, e poi a Monsey, New York, dove ebbero tre figli.
Sala Kirschner morì il 7 marzo 2018 a New York per insufficienza cardiaca congestizia, all'età di 94 anni. Suo marito Sidney morì sette mesi dopo, il 16 ottobre. Lasciarono il figlio David, la figlia Ann, otto nipoti e sette pronipoti. L'altro figlio Joseph era invece morto nel 2004.

## Sala's Gift
Nel 1991, prima di un triplo intervento di cardiochirurgia in cui temeva di morire, Sala diede a sua figlia Ann Kirschner una scatola da scarpe contenente 350 lettere, cartoline e fotografie delle sue corrispondenze durante la guerra, scritte in yiddish, polacco e tedesco. Questo materiale fu messo in mostra alla New York Public Library nel 2006. Nello stesso anno Ann Kirschner pubblicò il libro Sala's Gift, che documentava le esperienze di sua madre. Nel 2013 il libro è stato poi adattato in un'opera teatrale, intitolata Letters to Sala, diretta da Arlene Hutton; al 2018, lo spettacolo è stato rappresentato oltre 100 volte.